# العراب، المقطع الختامي: موت مايكل كورليون (فلم 2020)
العراب، المقطع الختامي: موت مايكل كورليون (بالإنجليزية: The Godfather, Coda: The Death of Michael Corleone) نسخة جديدة من فيلم العراب الجزء الثالث لعام 1990، والذي صدر في دور العرض يوم 4 ديسمبر 2020، وصدر على البلو راي والفي اوه دي يوم 8 ديسمبر 2020.
الفيلم عبارة عن أجزاء اقتطعها المخرج من فيلم العراب الجزء الثالث، فيلم الجريمة الأمريكي لعام 1990 من تأليف ماريو بوزو وفرانسيس فورد كوبولا، وإخراج كوبولا، والتي اختتمت قصة ملحمة العراب. إنها تكمل قصة مايكل كورليوني، زعيم المافيا الذي يحاول إضفاء الشرعية على إمبراطوريته الإجرامية.
العراب، كودا لا يختلف كثيرًا عن العراب الجزء الثالث. قطع كوبولا خمس دقائق فقط من 162 دقيقة من النسخة الأصلية. لكن مثل قصة الشعر الجيدة، فإنها تحدث فرقًا. يقدم كوبولا هذا التبسيط ويجعله أكثر مأساوية: ندم مايكل واضح، والمخاطر التي يواجهها هو وعائلته يمكن التعرف عليها، إنه نفس الفيلم ولكنه أكثر إحكامًا.
لا تزال ابنة المخرج صوفيا كوبولا (ماري كورليوني) مريعة بشكل مؤسف، ولا تزال علاقتها الرومانسية مع ابن عمها الأول فنسنت مانشيني (آندي جارسيا) محرضة كما كانت قبل 30 عامًا.

## طاقم التمثيل
- آل باتشينو: دون مايكل كورليوني
- ديان كيتون: كاي آدامز
- تاليا شاير: كوني كورليوني-رزي
- آندي جارسيا: فنسنت مانشيني كورليوني
- إيلي والاش: دون ألتوبيلو
- جو مانتيجنا: جوي زاسا
- جورج هاميلتون: ب ج هاريسون
- بريدجيت فوندا: جريس هاميلتون
- صوفيا كوبولا: ماري كورليوني
- راف فالون: الكاردينال لامبرتو
- فرانك دامبروسيو: أنتوني فيتو كورليوني
- دونال دونيلي: رئيس الأساقفة جيلداي
- ريتشارد برايت: نيري
- هيلموت بيرغر: فريدريك كينزيغ
- دون نوفيلو: دومينيك أبانداندو
- جون سافاج: الأب أندرو هاغن
- فرانكو سيتي: كالو
- ماريو دوناتوني: موسكو
- فيتوريو دوز: دون توماسينو
- إنزو روبوتي: دون ليسيو لوتشيسي
- ميشيل روسو: أطلق النار
- ال مارتينو: جوني فونتان
- روبرت سيتشيني: لو نيب[5]

## أحداث الفيلم
يعود مايكل إلى نيويورك، حيث يستخدم ثروته الهائلة وقوته لاستعادة كرامته وسمعته في نظر الناس. يتخلى مايكل عن العنصر الإجرامي العنيف لعائلته إلى حد كبير، والذي لم يعد يضفي الطابع الإنساني على أسلوب حياة العصابات. يتبنى مايكل الشركات الأمريكية، التي أصبحت الآن أكثر تسامحًا، وفي محاولة للتخلي عن الماضي، ينشيء مايكل مؤسسة خيرية تخليدا لذكرى والده، في حفل يقام في كاتدرائية القديس باتريك، برئاسة رئيس الأساقفة جيلداي، حيث يتم تعيين مايكل قائدًا في وسام القديس سيباستيان. كاي زوجته القديمة، التي تزوجت مرة أخرى، تحضر مع أطفالها، الحفل الفخم الذي يعقب حفل الكاتدرائية، حيث تجتمع كاي ومايكل بشكل غير مريح، لتخبره أن الجائزة والحفل كان عرضًا مخجلًا نظرًا لتاريخه في العنف والجشع. يخبر الابن أنتوني والده أنه سيترك كلية الحقوق لممارسة مهنة كمغني أوبرا، وتدعم كاي اختياره، لكن مايكل لا يوافقه، ويتمنى أن ينهي ابنه كلية الحقوق أو ينضم إلى شركة العائلة، ويوافق مايكل في النهاية على رغبات أنتوني. في هذه الأثناء، فينسينت مانشيني، الابن غير الشرعي لسوني كورليوني، يظهر في الحفلة وهو متورط في نزاع مع جوي زازا الذي كان يدير أعمال الجريمة للعائلة في نيويورك، وما تبقى من إمبراطورية كورليوني الإجرامية القديمة هو الآن تحت إشراف زازا. يطلب مايكل من الرجلين أن يتصالحوا مع بعضهما البعض، ويحتضن الرجلان، لكن زازا يهين فينسينت من خلال وصفه بأنه لقيط، ويعض فينسنت جزءًا من أذن زازا، ويوبخ مايكل فينسنت بسبب طرقه العنيفة، ومع ذلك يعجب مايكل بولاء فينسنت، ويوافق على أخذ ابن أخيه تحت جناحه. يختتم الحفل بصورة عائلية حيث يطلب مايكل من فينسنت أن ينضم إلى بقية أفراد العائلة.
يسعى مايكل إلى شراء أسهم الفاتيكان في شركة إيموبيلياري وهي شركة عقارية دولية قابضة، يسيطر الفاتيكان على 25٪ منها، وتفاوض على تحويل 600 مليون دولار إلى بنك الفاتيكان مع رئيس الأساقفة جيلداي، الذي يغرق في الديون بسبب إدارته السيئة ومعاملاته الفاسدة.
يبدأ فنسنت وماري ابنة مايكل علاقة رومانسية، دون علم مايكل. يخطط فينسينت للانتقام من جوي زازا، ويتنكر فينسنت بزي ضابط شرطة، ويقتل زازا. مايكل يوبخ فينسنت عندما يكتشف ذلك، لكن فينسينت يصر على موقفه. يصر مايكل على أن ينهي فينسنت علاقته مع ماري لأن مشاركة فينسنت في العائلة تعرض حياة ماري للخطر.
يزور مايكل الكاردينال لامبرتو، وهو قس حسن النية، ويعترف بقتل شقيقه فريدو وينهار بالبكاء. يخبره لامبرتو أنه «يجب أن يعاني فقط». تسافر العائلة إلى باليرمو لرؤية أنتوني يؤدي دور البطولة في الاوبرا، وفي هذه الأثناء، يخطط فينسنت للانتقام من أعداء عائلة كورليوني. يقوم رجال فينسنت بخنق كاينسيزك، وتعليق جسده فوق الجسر، ليبدو موته انتحارًا مزعومًا، ويشرب رئيس الأساقفة جيلداي شاي مسموما، وفي الأوبرا، يأكل دون ألتوبيلو طبقًا من الكانولي المسموم، وسرعان ما يموت بصمت في الأوبرا. يطلق نيري النار على رئيس الأساقفة جيلداي ويقذف جسده أسفل الدرج، وأخيرًا، يقترب حارس من دون لوتشيسي ويهمس في أذنه «القوة تزعج أولئك الذين لا يمتلكونها» ثم يطعنه في حلقه.
يحضر القاتل الذي استأجره دون ألتوبيلو لقتل مايكل، إلى دار الأوبرا أثناء أداء أنتوني، ويقتل ثلاثة من رجال فينسنت، وتنتهي الأوبرا قبل أن تتاح له فرصة قتل مايكل، ويحاول إطلاق النار على مايكل أثناء هبوطه على درجات الأوبرا بصحبة ماري، وعندما يطلق النار يصاب مايكل في كتفه ثم تصاب ماري في صدرها، ويقتل فينسنت القاتل. بينما تحتضن كاي جسد ماري بين ذراعيها، ويصرخ مايكل بألم وغضب.
يتحول المشهد إلى مونتاج قصير لذكريات مايكل، الأول كان رقصة مع ماري، والثاني رقصة مع زوجته الأولى المتوفاة، أبولونيا، وآخرها رقصة مع كاي عندما تزوجا. ينتهي الفيلم في عام غير محدد، يُظهر مايكل مسنًا ومكسورًا، جالسًا في الفناء الأمامي لفيلا في صقلية يرتدي زوجًا من النظارات الشمسية، ويسقط برتقالة من يده وكلبه يلعب من حوله.

## استقبال الفيلم
منح موقع الطماطم الفاسدة تقييم للفيلم قدره 87% بناء على آراء 46 ناقد، ومنح موقع ميتاكريتيك تقييم قدره 76% بناء على آراء 14 ناقد سينمائي.
كتب موقع روجر إيبرت: "تم تقليص فيلم العراب (الجزء الثالث) إلى حد كبير إلى عبارتين: "ليس جيدًا مثل أول اثنين" و "صوفيا كوبولا ليست جيدة فيه".
كتبت صحيفة الجارديان: «هناك عدد من التغييرات الصغيرة على الفيلم الأصلي، أهمها في النهاية، والتي قد تحير أولئك الذين يتساءلون عن هذا العنوان الجديد. قد يشير هذا التغيير إلى أن موته الحقيقي كان الموت العاطفي أو الروحي الذي حدث على درجات دار الأوبرا في باليرمو، أو حتى قبل ذلك بكثير» وتابعت الصحيفة: «لست متأكدًا من مدى تأثير إعادة تحرير كوبولا للفيلم، إن وجدت، لكن الأمر يستحق المشاهدة».
كتب موقع «دان اوف جيك Den of Geek» البريطاني: «إذا لم تشاهد الفيلم، فسأقدم لك عرضًا لا يمكنك رفضه. ابحث عن الفيلم، وشاهده بأعين جديدة، ثم عد للاحتفال بموت مايكل كورليوني».

## وصلات خارجية
[https://www.imdb.com/news/ni63097654 العراب، المقطع الختامي: موت مايكل كورليون (فيلم 2020)]
[https://www.rottentomatoes.com/m/the_godfather_coda_the_death_of_michael_corleone العراب، المقطع الختامي: موت مايكل كورليون (فيلم 2020)]
[https://www.rogerebert.com/reviews/the-godfather-the-death-of-michael-corleone-2020 العراب، المقطع الختامي: موت مايكل كورليون (فيلم 2020)]